# Saipa Diesel
 (février 2023).
SAIPA Diesel Company, à l'origine de marque Iran Kaveh, est un fabricant iranien de camions et de remorques.

## Débuts
La société a commencé ses activités en 1963 dans le cadre d'un accord exclusif avec Mack Trucks pour assembler ses modèles de camions et divers types de remorques. En 1978, l'usine produisait un total de 7 512 unités.
Au cours des années 1979-1984, l'entreprise a commencé à assembler une plus grande variété de véhicules dans les secteurs du transport de marchandises et de passagers, afin d'éviter la fermeture de l'usine et d'utiliser les capacités existantes. En 1984, après avoir réalisé des études sur le redémarrage de la ligne de production de camions, un contrat a été conclu pour la production de camions Volvo. La même année, un autre accord a été scellé avec Goša (Gosha),  une ancienne société yougoslave, pour produire des semi-remorques à plates-formes.

## Depuis 2000

### Normes environnementales
À partir de 2000, les camions iraniens circulant sur les routes internationales ont été arrêtées aux frontières européennes en raison de leur non-conformité aux normes environnementales européennes. SAIPA Diesel s'est engagé à aider les sociétés de transport internationales à sortir de leur situation difficile en présentant les camions Volvo FH12 et NH12. Depuis 2001, ils sont équipés de moteurs Euro II et III, répondant aux exigences européennes, et Saipa a capturé 90% des parts de marché locales.

### Mise à jour de la technologie
SAIPA Diesel a également pris la responsabilité de mettre à jour les modèles de camions iraniens. Outre la production de camions lourds, il fallait combler le manque de camions légers et moyens, qui étaient pour la plupart des anciens modèles. Les camions Volvo FM et Renault Midlum ont été ajoutés à la gamme.

### Présent et futur
À l'heure actuelle, la capacité de production annuelle de SAIPA Diesel est de 20 000 unités de différents types de camions et de 6 000 unités de différents types de remorques et de carrosseries de camions. Plusieurs actions ont contribué à la position actuelle de l'entreprise en tant que leader du marché domestique.

## Produits

### Camion

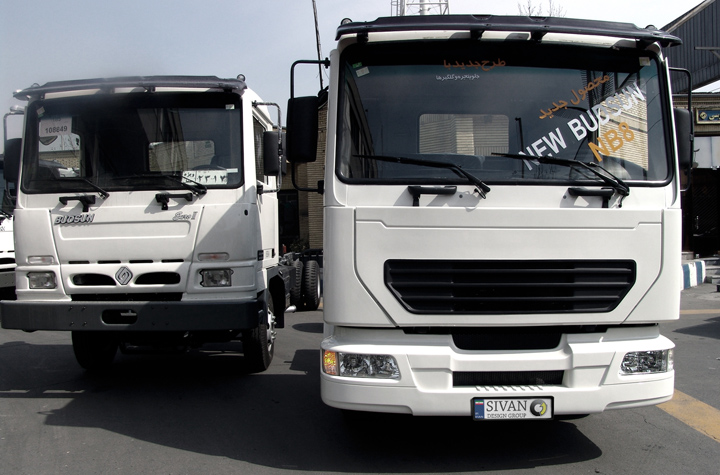
SAIPA Diesel New Budsun NB8 (à droite) vs. SAIPA Diesel Budsun (à gauche) conçu par Sivan Design Group

- Volvo FH
- Volvo FM
- Dongfeng Tianlong
- Budsun NB8
- Budsun
- Renault Midlum
- Foton
- Renault D WIDE 6X2
- DongFeng KX480[3]

### Minibus
- Mahsun T18, Y21

### Précédent
- Renault R
- Renault B
- Renault FR1
- Renault PR100
- Renault R312

## Voir également
- SAIPA